# 참의 (일본사)
참의(일본어: 参議 산기[*])는 일본의 조정조직의 최고 기관인 태정관의 관직 중 하나이다. 중납언(中納言) 다음의 관직으로, 사등관 중 2등급인 차관(次官, 차관급)에 해당한다. 별칭은 재상(宰相 사이쇼[*]), 상공(相公 쇼코[*]).
조정에 참의(参議)한다는 의미로, 의정관(議政官, 태정관의 의사결정 합의체)에 참가하였다.

## 같이 보기
- 태정관
- 참의원 (일본)
- 공가
- 일본 궁내청